# Az Argo-akció
Az Argo-akció 2012-ben bemutatott amerikai thriller Ben Affleck rendezésében. A film főszereplője Ben Affleck, a mellékszerepeket Bryan Cranston, Alan Arkin és John Goodman játsszák. Forgatókönyvét Chris Terrio írta.
A film megtörtént eseményeken alapul az iráni túszdráma idején. Tony Mendez CIA ügynök egy filmforgatással fedett akciójáról, a Teheránban még szabadon lévő, túszul nem ejtett amerikai diplomaták kimenekítéséről szól. A sci-fi film neve volt Argo, amelynek eljátszott forgatási előkészületei miatt tudtak alapot teremteni gyanútlan kiutaztatásukhoz, a stáb tagjainak álcázva őket.
A film a Rotten Tomatoes-on 96%-ban pozitív kritikákat kapott. Az IMDb-n jelenleg 7,7-es pontozással rendelkezik a skálán.
A film kasszasiker volt, 44,5 millió dollár költségvetéssel szemben 232 millió dollárt hozott.
A 85. Oscar-gála nyertese is lett. 3 díjat kapott 7 jelölésből, melyek a legjobb film, a legjobb vágás, és a legjobb adaptált forgatókönyv. Ez a negyedik film, mely úgy kapta meg a legjobbnak járó szobrocskát, hogy nem jelölték rendezői kategóriában.

## Szereplők
| Szereplő          | Színész            | Magyar hang        |
| ----------------- | ------------------ | ------------------ |
| Tony Mendez       | Ben Affleck        | Széles Tamás       |
| Jack O'Donnell    | Bryan Cranston     | Rosta Sándor       |
| John Chambers     | John Goodman       | Koroknay Géza      |
| Lester Siegel     | Alan Arkin         | Fodor Tamás        |
| Bob Anders        | Tate Donovan       | Epres Attila       |
| Joe Stafford      | Scoot McNairy      | Makranczi Zalán    |
| Mark Lijek        | Christopher Denham | Szatory Dávid      |
| Cora Lijek        | Clea DuVall        | Solecki Janka      |
| Henry Lee Schatz  | Rory Cochrane      | Gyabronka József   |
| Kathy Stafford    | Kerry Bishé        | Földes Eszter      |
| Malinov           | Chris Messina      | Rajkai Zoltán      |
| Ken Taylor        | Victor Garber      | Csankó Zoltán      |
| Robert Pender     | Zeljko Ivanek      | Fazekas István     |
| Bates             | Titus Welliver     | Jakab Csaba        |
| Max Klein         | Richard Kind       | Harsányi Gábor     |
| Stansfield Turner | Philip Baker Hall  | Papp János         |
| Cyrus Vance       | Bob Gunton         | Orosz István       |
| Hamilton Jordan   | Kyle Chandler      | Király Attila      |
| Ian Mendez        | Aidan Sussman      | Boldog Gábor       |
| Pat Taylor        | Page Leong         | Antal Olga         |
| Stephens (Argo)   | Keith Szarabajka   | Pálfai Péter       |
| Reza (Argo)       | Reza Mir           | Kossuth Gábor      |
| Nina (Argo)       | Adrienne Barbeau   | Menszátor Magdolna |

## Fontosabb díjak és jelölések
BAFTA-díj (2013)
- díj: legjobb film
- díj: legjobb rendező - Ben Affleck
- díj: legjobb vágás - William Goldenberg
- jelölés: legjobb férfi mellékszereplő - Alan Arkin
- jelölés: legjobb adaptált forgatókönyv - Chris Terrio
- jelölés: legjobb filmzene - Alexandre Desplat
- jelölés: legjobb férfi főszereplő - Ben Affleck

Golden Globe-díj (2013)
- díj: Legjobb rendező - Ben Affleck
- díj: legjobb film - drámai kategória
- jelölés: legjobb férfi mellékszereplő - Alan Arkin
- jelölés: legjobb filmzene - Alexandre Desplat
- jelölés: legjobb forgatókönyv - Chris Terrio

Oscar-díj (2013)
- díj: legjobb film - Grant Heslov, Ben Affleck, George Clooney
- díj: legjobb adaptált forgatókönyv - Chris Terrio
- díj: legjobb vágás - William Goldenberg
- jelölés: legjobb férfi mellékszereplő - Alan Arkin
- jelölés: legjobb filmzene - Alexandre Desplat
- jelölés: legjobb hangvágás
- jelölés: legjobb hangkeverés